# Märchensee (Totes Gebirge)
Der Märchensee, auch Koawassersee, ist ein kleiner Bergsee auf der Tauplitzalm im Toten Gebirge in der Steiermark, Österreich. Der See liegt auf einer Höhe von 1567 m ü. A. in einer Mulde eingebettet nördlich des Großsees. Mit einer Wasserfläche von 0,15 Hektar ist er der kleinste See am Hochplateau der Tauplitz. Der See hat eine Länge von etwa 60 Metern in west-östlicher Richtung bei einer Breite von maximal etwa 26 Metern. In Ufernähe, vor allem am weniger gestörten Nordost‐Ufer, wächst zerstreut Berchtolds Zwerg-Laichkraut, Langblättriges Laichkraut und Haarblättriger Wasserhahnenfuß.  